# Advertising Space
Az Advertising Space című dal Robbie Williams brit popénekes dala, amely Intensive Care című albumának harmadik kislemezeként jelent meg 2005 decemberében és a 8. helyre került fel az Egyesült Királyság kislemez listáján.
A dal ötlete Tony Scott filmjéből, a True Romance című filmből jött, amelyben Christian Slater által megformált szereplő képes Elvis Presley szellemével beszélni. A dal elégikus és szomorú, bemutatja a szupersztár tragikus aláhullását.

## Videóklip
A videóklipben, amelynek nagy részét a blackpooli Belle Vue pubban vették fel az Egyesült Királyságban, Williams igyekszik felülmúlni Elvist mozgásában, megjelenésében és viselkedésében.
A videóklipet David LaChapelle rendezte.

## Formátumok és számlista
Az Advertising Space című dal alábbi formátumai jelentek meg:
Brit CD kislemez
(Megjelent 2005. december 12-én)
1. Advertising Space - 4:37
2. Family Coach - 4:48

Brit maxi kislemez
(Megjelent 2005. december 12-én)
1. Advertising Space - 4:37
2. Twist - 3:05
3. Don’t Say No - 4:27
4. Advertising Space (U-Myx Software & Photo Gallery)

Brit DVD
(Megjelent 2005. december 12-én)
1. Advertising Space (Music Video)
2. Advertising Space (Behind Scenes of the Video)
3. Don’t Say No (Audio)
4. Overture for Berlin (Audio)

## Helyezések
| Slágerlista (2005)                                   | Legmagasabb helyezés |
| ---------------------------------------------------- | -------------------- |
| Olaszország kislemezlistája                          | 4                    |
| Csehország kislemezlistája                           | 4                    |
| Dánia kislemezlistája                                | 7                    |
| Ausztria kislemezlistája                             | 8                    |
| Az Egyesült Királyság kislemezlistája                | 8                    |
| Svájc kislemezlistája                                | 9                    |
| Németország kislemezlistája                          | 10                   |
| Svédország kislemezlistája                           | 11                   |
| Franciaország kislemezlistája                        | 14                   |
| Ausztrália kislemezlistája                           | 17                   |
| Magyarország Editors' Choice rádiós játszási listája | 18                   |
| Írország kislemezlistája                             | 20                   |
| Új-Zéland kislemezlistája                            | 32                   |
| Románia kislemezlistája                              | 34                   |
| Lettország kislemezlistája                           | 35                   |

## Külső hivatkozások
- A dal videóklipje. YouTube